# Callogobius
Callogobius – rodzaj ryb z rodziny babkowatych.

## Klasyfikacja
Gatunki zaliczane do tego rodzaju:
| - Callogobius amikami - Callogobius andamanensis - Callogobius bauchotae - Callogobius bifasciatus - Callogobius centrolepis - Callogobius clitellus - Callogobius crassus - Callogobius depressus - Callogobius dori - Callogobius flavobrunneus - Callogobius hasseltii - Callogobius hastatus - Callogobius liolepis | - Callogobius maculipinnis - Callogobius mucosus - Callogobius nigromarginatus - Callogobius okinawae - Callogobius plumatus - Callogobius producta - Callogobius sclateri - Callogobius seshaiyai - Callogobius sheni - Callogobius snelliusi - Callogobius stellatus - Callogobius tanegasimae |

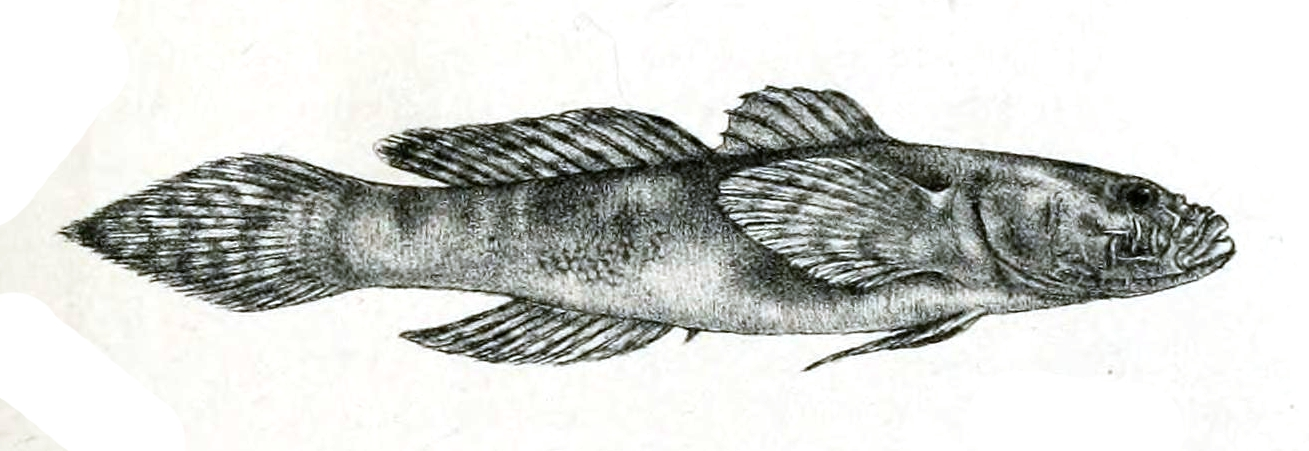
Callogobius mucosus
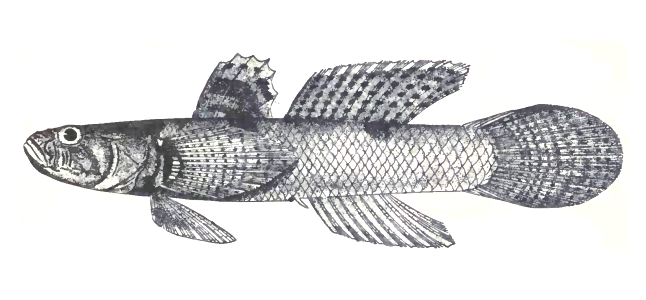
Callogobius okinawae
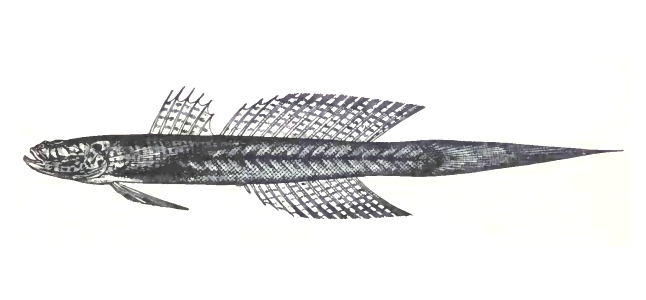
Callogobius producta
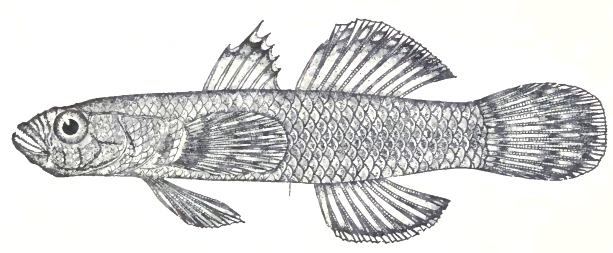
Callogobius sclateri